# Équipe de Côte d'Ivoire de football à la Coupe du monde 2014
Cet article relate le parcours de l'équipe de Côte d'Ivoire de football lors de la Coupe du monde de football 2014 organisée au Brésil du 12 juin au 13 juillet 2014.

## Effectif
Le 13 mai 2014, le sélectionneur Sabri Lamouchi a annoncé une liste provisoire de vingt-huit joueurs pour le mondial. Depuis le 2 juin 2014, le liste définitive des 23 est connue
| Numéro / Nom       | Numéro / Nom           | Club                | Date de naissance | J.              | Buts            |                 |                 |                 |
| Gardiens de but    | Gardiens de but        | Gardiens de but     | Gardiens de but   | Gardiens de but | Gardiens de but | Gardiens de but | Gardiens de but | Gardiens de but |
| ------------------ | ---------------------- | ------------------- | ----------------- | --------------- | --------------- | --------------- | --------------- | --------------- |
| 1                  | Boubacar Barry         | KSC Lokeren         | 30.12.1979        | 3               | 0               | 0               | 0               | 0               |
| 16                 | Sylvain Gbohouo        | Séwé Sports         | 29.10.1988        | 0               | 0               | 0               | 0               | 0               |
| 23                 | Sayouba Mandé          | Stabæk              | 15.06.1992        | 0               | 0               | 0               | 0               | 0               |
| Défenseurs         |                        |                     |                   |                 |                 |                 |                 |                 |
| 2                  | Ousmane Viera          | Çaykur Rizespor     | 21.12.1986        | 0               | 0               | 0               | 0               | 0               |
| 3                  | Arthur Boka            | VfB Stuttgart       | 02.04.1983        | 3               | 0               | 0               | 0               | 0               |
| 4                  | Kolo Touré             | Liverpool           | 19.03.1981        | 1               | 0               | 0               | 0               | 0               |
| 5                  | Didier Zokora          | Trabzonspor         | 14.12.1980        | 2               | 0               | 2               | 0               | 0               |
| 7                  | Jean-Daniel Akpa-Akpro | Toulouse FC         | 11.10.1992        | 0               | 0               | 0               | 0               | 0               |
| 17                 | Serge Aurier           | Toulouse FC         | 24.12.1992        | 3               | 0               | 0               | 0               | 0               |
| 18                 | Constant Djakpa        | Eintracht Francfort | 17.10.1986        | 1               | 0               | 0               | 0               | 0               |
| 22                 | Sol Bamba              | Trabzonspor         | 13.01.1985        | 3               | 0               | 1               | 0               | 0               |
| Milieux de terrain |                        |                     |                   |                 |                 |                 |                 |                 |
| 9                  | Cheik Tioté            | Newcastle United    | 21.06.1986        | 3               | 0               | 1               | 0               | 0               |
| 13                 | Didier Ya Konan        | Hanovre 96          | 25.02.1984        | 1               | 0               | 0               | 0               | 0               |
| 14                 | Ismaël Diomandé        | AS Saint-Étienne    | 28.08.1992        | 1               | 0               | 0               | 0               | 0               |
| 19                 | Yaya Touré             | Manchester City     | 13.05.1983        | 3               | 0               | 0               | 0               | 0               |
| 20                 | Serey Dié              | FC Bâle             | 07.11.1984        | 3               | 0               | 1               | 0               | 0               |
| Attaquants         |                        |                     |                   |                 |                 |                 |                 |                 |
| 6                  | Mathis Bolly           | Fortuna Düsseldorf  | 14.11.1990        | 1               | 0               | 0               | 0               | 0               |
| 8                  | Salomon Kalou          | LOSC Lille          | 05.08.1985        | 3               | 0               | 1               | 0               | 0               |
| 10                 | Gervinho               | AS Rome             | 27.05.1987        | 3               | 2               | 0               | 0               | 0               |
| 11                 | Didier Drogba          | Galatasaray         | 11.03.1978        | 3               | 0               | 1               | 0               | 0               |
| 12                 | Wilfried Bony          | Swansea City        | 10.12.1988        | 3               | 2               | 0               | 0               | 0               |
| 15                 | Max-Alain Gradel       | AS Saint-Étienne    | 30.11.1987        | 1               | 0               | 0               | 0               | 0               |
| 21                 | Giovanni Sio           | FC Bâle             | 31.03.1989        | 1               | 0               | 0               | 0               | 0               |
| Sélectionneur      |                        |                     |                   |                 |                 |                 |                 |                 |
|                    | Sabri Lamouchi         |                     | 09.11.1971        |                 |                 |                 |                 |                 |

## Préparations
- 5 mars 2014 à Bruxelles (Belgique) : Belgique - Côte d'Ivoire 2-2.
- 31 mai 2014 à Saint-Louis (USA) : Bosnie-Herzégovine - Côte d'Ivoire 2-1 .
- 4 juin 2014 à Dallas (USA) : El Salvador - Côte d'Ivoire .

## Coupe du monde

### Premier tour - Groupe C
|   | Équipe        | Pts | J | G | N | P | Bp | Bc | Diff |
| 1 | Colombie      | 9   | 3 | 3 | 0 | 0 | 9  | 2  | 7    |
| 2 | Grèce         | 4   | 3 | 1 | 1 | 1 | 2  | 4  | -2   |
| 3 | Côte d'Ivoire | 3   | 3 | 1 | 0 | 2 | 4  | 5  | -1   |
| 4 | Japon         | 1   | 3 | 0 | 1 | 2 | 2  | 6  | -4   |

| J 1 | 14 juin 2014 | Colombie      | 3 - 0 | Grèce         |
| J 1 | 14 juin 2014 | Côte d'Ivoire | 2 - 1 | Japon         |
| J 2 | 19 juin 2014 | Colombie      | 2 - 1 | Côte d'Ivoire |
| J 2 | 19 juin 2014 | Japon         | 0 - 0 | Grèce         |
| J 3 | 24 juin 2014 | Japon         | 1 - 4 | Colombie      |
| J 3 | 24 juin 2014 | Grèce         | 2 - 1 | Côte d'Ivoire |

#### Côte d'Ivoire - Japon
| Match 6                                                  | Côte d'Ivoire                    | 2 - 1   | Japon             | Itaipava Arena Pernambuco, Recife                                    |                                                                      |
| 14 juin 2014 · 22:00 (UTC-3) · Historique des rencontres | Wilfried Bony 64e · Gervinho 66e | (0 - 1) | Keisuke Honda 16e | Spectateurs : 40 267 · Arbitrage : Enrique Osses · Photos du match · | Spectateurs : 40 267 · Arbitrage : Enrique Osses · Photos du match · |
| 14 juin 2014 · 22:00 (UTC-3) · Historique des rencontres | Rapport                          |         |                   | Spectateurs : 40 267 · Arbitrage : Enrique Osses · Photos du match · | Spectateurs : 40 267 · Arbitrage : Enrique Osses · Photos du match · |

| Côte d'Ivoire | Japon |

| CÔTE D'IVOIRE : |    |                     |  |     |     |
|                 |    |                     |  |     |     |
| Gardien de but  | 1  | Boubacar Barry Copa |  |     |     |
|                 | 3  | Arthur Boka         |  | 75e |     |
|                 | 5  | Didier Zokora       |  |     | 58e |
|                 | 8  | Salomon Kalou       |  |     |     |
|                 | 9  | Cheik Tioté         |  |     |     |
|                 | 10 | Gervinho            |  |     |     |
|                 | 12 | Wilfried Bony       |  | 78e |     |
|                 | 17 | Serge Aurier        |  |     |     |
|                 | 19 | Yaya Touré          |  |     |     |
|                 | 20 | Serey Dié           |  | 62e |     |
|                 | 22 | Sol Bamba           |  |     | 54e |
| Remplaçants :   |    |                     |  |     |     |
|                 | 11 | Didier Drogba       |  | 62e |     |
|                 | 13 | Didier Ya Konan     |  | 78e |     |
|                 | 18 | Constant Djakpa     |  | 75e |     |
| Sélectionneur : |    |                     |  |     |     |
| Sabri Lamouchi  |    |                     |  |     |     |

| JAPON :            |    |                   |  |     |     |
|                    |    |                   |  |     |     |
| Gardien de but     | 1  | Eiji Kawashima    |  |     |     |
|                    | 2  | Atsuto Uchida     |  |     |     |
|                    | 4  | Keisuke Honda     |  |     |     |
|                    | 5  | Yūto Nagatomo     |  |     |     |
|                    | 6  | Masato Morishige  |  |     | 23e |
|                    | 9  | Shinji Okazaki    |  |     |     |
|                    | 10 | Shinji Kagawa     |  | 86e |     |
|                    | 16 | Hotaru Yamaguchi  |  |     |     |
|                    | 17 | Makoto Hasebe     |  | 54e |     |
|                    | 18 | Yuya Osako        |  | 67e |     |
|                    | 22 | Maya Yoshida      |  |     | 64e |
| Remplaçants :      |    |                   |  |     |     |
|                    | 7  | Yasuhito Endō     |  | 54e |     |
|                    | 13 | Yoshito Ōkubo     |  | 67e |     |
|                    | 11 | Yoichiro Kakitani |  | 86e |     |
| Sélectionneur :    |    |                   |  |     |     |
| Alberto Zaccheroni |    |                   |  |     |     |

| Assistants : Carlos Astroza Sergio Román Quatrième arbitre : Néant Alioum Cinquième arbitre : Djibril Camara Homme du Match : Yaya Touré |

#### Colombie - Côte d'Ivoire
| Match 21                                                 | Colombie                                         | 2 - 1   | Côte d'Ivoire | Stade national de Brasilia Mané Garrincha, Brasilia                |                                                                    |
| 19 juin 2014 · 13:00 (UTC-3) · Historique des rencontres | James Rodríguez 64e · Juan Fernando Quintero 70e | (0 - 0) | 73e Gervinho  | Spectateurs : 68 748 · Arbitrage : Howard Webb · Photos du match · | Spectateurs : 68 748 · Arbitrage : Howard Webb · Photos du match · |
| 19 juin 2014 · 13:00 (UTC-3) · Historique des rencontres | Rapport                                          |         |               | Spectateurs : 68 748 · Arbitrage : Howard Webb · Photos du match · | Spectateurs : 68 748 · Arbitrage : Howard Webb · Photos du match · |

| Colombie | Côte d'Ivoire |

| COLOMBIE :      |    |                        |  |     |
|                 |    |                        |  |     |
| Gardien de but  | 1  | David Ospina           |  |     |
|                 | 2  | Cristián Zapata        |  |     |
|                 | 3  | Mario Yepes            |  |     |
|                 | 6  | Carlos Sánchez         |  |     |
|                 | 7  | Pablo Armero           |  | 72e |
|                 | 8  | Abel Aguilar           |  | 79e |
|                 | 9  | Teófilo Gutiérrez      |  |     |
|                 | 10 | James Rodríguez        |  |     |
|                 | 11 | Juan Cuadrado          |  |     |
|                 | 14 | Victor Ibarbo          |  | 53e |
|                 | 18 | Juan Camilo Zúñiga     |  |     |
| Remplaçants :   |    |                        |  |     |
|                 | 20 | Juan Fernando Quintero |  | 53e |
|                 | 4  | Santiago Arias         |  | 72e |
|                 | 15 | Alexander Mejía        |  | 79e |
| Sélectionneur : |    |                        |  |     |
| José Pékerman   |    |                        |  |     |

| CÔTE D'IVOIRE : |    |                     |  |     |     |
|                 |    |                     |  |     |     |
| Gardien de but  | 1  | Boubacar Barry Copa |  |     |     |
|                 | 3  | Arthur Boka         |  |     |     |
|                 | 5  | Didier Zokora       |  |     | 55e |
|                 | 9  | Cheik Tioté         |  |     | 90e |
|                 | 10 | Gervinho            |  |     |     |
|                 | 12 | Wilfried Bony       |  | 60e |     |
|                 | 15 | Max-Alain Gradel    |  | 67e |     |
|                 | 17 | Serge Aurier        |  |     |     |
|                 | 19 | Yaya Touré          |  |     |     |
|                 | 20 | Serey Dié           |  | 73e |     |
|                 | 22 | Sol Bamba           |  |     |     |
| Remplaçants :   |    |                     |  |     |     |
|                 | 11 | Didier Drogba       |  | 60e |     |
|                 | 8  | Salomon Kalou       |  | 67e |     |
|                 | 6  | Mathis Bolly        |  | 73e |     |
| Sélectionneur : |    |                     |  |     |     |
| Sabri Lamouchi  |    |                     |  |     |     |

| Assistants : Michael Mullarkey Darren Cann Quatrième arbitre : Víctor Hugo Carrillo Cinquième arbitre : Rodney Aquino Homme du Match : James Rodríguez |

#### Grèce - Côte d'Ivoire
| Match 38                                                 | Grèce                                              | 2 - 1   | Côte d'Ivoire     | Stade Governador-Plácido-Castelo, Fortaleza                        |                                                                    |
| 24 juin 2014 · 17:00 (UTC-3) · Historique des rencontres | Andreas Samaris 42e · Yeóryos Samarás 90+3e (pen.) | (1 - 0) | 74e Wilfried Bony | Spectateurs : 59 095 · Arbitrage : Carlos Vera · Photos du match · | Spectateurs : 59 095 · Arbitrage : Carlos Vera · Photos du match · |
| 24 juin 2014 · 17:00 (UTC-3) · Historique des rencontres | Rapport                                            |         |                   | Spectateurs : 59 095 · Arbitrage : Carlos Vera · Photos du match · | Spectateurs : 59 095 · Arbitrage : Carlos Vera · Photos du match · |

| Grèce | Côte d'Ivoire |

| GRÈCE :         |    |                            |  |     |
|                 |    |                            |  |     |
| Gardien de but  | 1  | Oréstis Karnézis           |  | 24e |
|                 | 2  | Ioánnis Maniátis           |  |     |
|                 | 4  | Kóstas Manolás             |  |     |
|                 | 7  | Yeóryos Samarás            |  |     |
|                 | 8  | Panayótis Koné             |  | 12e |
|                 | 10 | Yórgos Karagoúnis          |  | 78e |
|                 | 14 | Dimítris Salpingídis       |  |     |
|                 | 15 | Vasílis Torosídis          |  |     |
|                 | 16 | Lázaros Christodoulópoulos |  |     |
|                 | 19 | Sokrátis Papastathópoulos  |  |     |
|                 | 20 | Iosíf Cholévas             |  |     |
| Remplaçants :   |    |                            |  |     |
| Gardien de but  | 12 | Panagiótis Glýkos          |  | 24e |
|                 | 22 | Andreas Samaris            |  | 12e |
|                 | 17 | Theofánis Gekas            |  | 78e |
| Sélectionneur : |    |                            |  |     |
| Fernando Santos |    |                            |  |     |

| CÔTE D'IVOIRE : |    |                     |  |     |     |
|                 |    |                     |  |     |     |
| Gardien de but  | 1  | Boubacar Barry Copa |  |     |     |
|                 | 3  | Arthur Boka         |  |     |     |
|                 | 4  | Kolo Touré          |  |     |     |
|                 | 8  | Salomon Kalou       |  |     | 62e |
|                 | 9  | Cheik Tioté         |  | 61e |     |
|                 | 10 | Gervinho            |  | 83e |     |
|                 | 11 | Didier Drogba       |  | 78e | 37e |
|                 | 17 | Serge Aurier        |  |     |     |
|                 | 19 | Yaya Touré          |  |     |     |
|                 | 20 | Serey Dié           |  |     | 70e |
|                 | 22 | Sol Bamba           |  |     |     |
| Remplaçants :   |    |                     |  |     |     |
|                 | 12 | Wilfried Bony       |  | 61e |     |
|                 | 14 | Ismaël Diomandé     |  | 78e |     |
|                 | 21 | Giovanni Sio        |  | 83e |     |
| Sélectionneur : |    |                     |  |     |     |
| Sabri Lamouchi  |    |                     |  |     |     |

| Assistants : Christian Lescano Byron Romero Quatrième arbitre : Sandro Ricci Cinquième arbitre : Emerson de Carvalho Homme du Match : Yeóryos Samarás |

## Statistiques

### Temps de jeu
| Joueur                 |          |          |          | TT       | But inscrit | MJ       | MT       | Légende |
| ---------------------- | -------- | -------- | -------- | -------- | ----------- | -------- | -------- | --- |
| Gardiens               | Gardiens | Gardiens | Gardiens | Gardiens | Gardiens    | Gardiens | Gardiens | Abréviations et symboles : · TT : Total de minutes jouées · MJ : Nombre de matchs joués · MT : Matchs joués en tant que titulaire · : but · : joueur entré · : joueur remplacé · : capitaine · : carton jaune · : carton rouge |
| Boubacar Barry Copa    |          |          |          |          |             |          |          | Abréviations et symboles : · TT : Total de minutes jouées · MJ : Nombre de matchs joués · MT : Matchs joués en tant que titulaire · : but · : joueur entré · : joueur remplacé · : capitaine · : carton jaune · : carton rouge |
| Sylvain Gbohouo        |          |          |          |          |             |          |          | Abréviations et symboles : · TT : Total de minutes jouées · MJ : Nombre de matchs joués · MT : Matchs joués en tant que titulaire · : but · : joueur entré · : joueur remplacé · : capitaine · : carton jaune · : carton rouge |
| Sayouba Mandé          |          |          |          |          |             |          |          | Abréviations et symboles : · TT : Total de minutes jouées · MJ : Nombre de matchs joués · MT : Matchs joués en tant que titulaire · : but · : joueur entré · : joueur remplacé · : capitaine · : carton jaune · : carton rouge |
| Défenseurs             |          |          |          |          |             |          |          | Abréviations et symboles : · TT : Total de minutes jouées · MJ : Nombre de matchs joués · MT : Matchs joués en tant que titulaire · : but · : joueur entré · : joueur remplacé · : capitaine · : carton jaune · : carton rouge |
| Ousmane Viera          |          |          |          |          |             |          |          | Abréviations et symboles : · TT : Total de minutes jouées · MJ : Nombre de matchs joués · MT : Matchs joués en tant que titulaire · : but · : joueur entré · : joueur remplacé · : capitaine · : carton jaune · : carton rouge |
| Arthur Boka            |          |          |          |          |             |          |          | Abréviations et symboles : · TT : Total de minutes jouées · MJ : Nombre de matchs joués · MT : Matchs joués en tant que titulaire · : but · : joueur entré · : joueur remplacé · : capitaine · : carton jaune · : carton rouge |
| Kolo Touré             |          |          |          |          |             |          |          | Abréviations et symboles : · TT : Total de minutes jouées · MJ : Nombre de matchs joués · MT : Matchs joués en tant que titulaire · : but · : joueur entré · : joueur remplacé · : capitaine · : carton jaune · : carton rouge |
| Didier Zokora          |          |          |          |          |             |          |          | Abréviations et symboles : · TT : Total de minutes jouées · MJ : Nombre de matchs joués · MT : Matchs joués en tant que titulaire · : but · : joueur entré · : joueur remplacé · : capitaine · : carton jaune · : carton rouge |
| Jean-Daniel Akpa-Akpro |          |          |          |          |             |          |          | Abréviations et symboles : · TT : Total de minutes jouées · MJ : Nombre de matchs joués · MT : Matchs joués en tant que titulaire · : but · : joueur entré · : joueur remplacé · : capitaine · : carton jaune · : carton rouge |
| Serge Aurier           |          |          |          |          |             |          |          | Abréviations et symboles : · TT : Total de minutes jouées · MJ : Nombre de matchs joués · MT : Matchs joués en tant que titulaire · : but · : joueur entré · : joueur remplacé · : capitaine · : carton jaune · : carton rouge |
| Constant Djakpa        |          |          |          |          |             |          |          | Abréviations et symboles : · TT : Total de minutes jouées · MJ : Nombre de matchs joués · MT : Matchs joués en tant que titulaire · : but · : joueur entré · : joueur remplacé · : capitaine · : carton jaune · : carton rouge |
| Sol Bamba              |          |          |          |          |             |          |          | Abréviations et symboles : · TT : Total de minutes jouées · MJ : Nombre de matchs joués · MT : Matchs joués en tant que titulaire · : but · : joueur entré · : joueur remplacé · : capitaine · : carton jaune · : carton rouge |
| Milieux                |          |          |          |          |             |          |          | Abréviations et symboles : · TT : Total de minutes jouées · MJ : Nombre de matchs joués · MT : Matchs joués en tant que titulaire · : but · : joueur entré · : joueur remplacé · : capitaine · : carton jaune · : carton rouge |
| Cheik Tioté            |          |          |          |          |             |          |          | Abréviations et symboles : · TT : Total de minutes jouées · MJ : Nombre de matchs joués · MT : Matchs joués en tant que titulaire · : but · : joueur entré · : joueur remplacé · : capitaine · : carton jaune · : carton rouge |
| Didier Ya Konan        |          |          |          |          |             |          |          | Abréviations et symboles : · TT : Total de minutes jouées · MJ : Nombre de matchs joués · MT : Matchs joués en tant que titulaire · : but · : joueur entré · : joueur remplacé · : capitaine · : carton jaune · : carton rouge |
| Ismaël Diomandé        |          |          |          |          |             |          |          | Abréviations et symboles : · TT : Total de minutes jouées · MJ : Nombre de matchs joués · MT : Matchs joués en tant que titulaire · : but · : joueur entré · : joueur remplacé · : capitaine · : carton jaune · : carton rouge |
| Yaya Touré             |          |          |          |          |             |          |          | Abréviations et symboles : · TT : Total de minutes jouées · MJ : Nombre de matchs joués · MT : Matchs joués en tant que titulaire · : but · : joueur entré · : joueur remplacé · : capitaine · : carton jaune · : carton rouge |
| Serey Die              |          |          |          |          |             |          |          | Abréviations et symboles : · TT : Total de minutes jouées · MJ : Nombre de matchs joués · MT : Matchs joués en tant que titulaire · : but · : joueur entré · : joueur remplacé · : capitaine · : carton jaune · : carton rouge |
| Mathis Bolly           |          |          |          |          |             |          |          | Abréviations et symboles : · TT : Total de minutes jouées · MJ : Nombre de matchs joués · MT : Matchs joués en tant que titulaire · : but · : joueur entré · : joueur remplacé · : capitaine · : carton jaune · : carton rouge |
| Salomon Kalou          |          |          |          |          |             |          |          | Abréviations et symboles : · TT : Total de minutes jouées · MJ : Nombre de matchs joués · MT : Matchs joués en tant que titulaire · : but · : joueur entré · : joueur remplacé · : capitaine · : carton jaune · : carton rouge |
| Gervinho               |          |          |          |          |             |          |          | Abréviations et symboles : · TT : Total de minutes jouées · MJ : Nombre de matchs joués · MT : Matchs joués en tant que titulaire · : but · : joueur entré · : joueur remplacé · : capitaine · : carton jaune · : carton rouge |
| Attaquants             |          |          |          |          |             |          |          | Abréviations et symboles : · TT : Total de minutes jouées · MJ : Nombre de matchs joués · MT : Matchs joués en tant que titulaire · : but · : joueur entré · : joueur remplacé · : capitaine · : carton jaune · : carton rouge |
| Didier Drogba          |          |          |          |          |             |          |          | Abréviations et symboles : · TT : Total de minutes jouées · MJ : Nombre de matchs joués · MT : Matchs joués en tant que titulaire · : but · : joueur entré · : joueur remplacé · : capitaine · : carton jaune · : carton rouge |
| Wilfried Bony          |          |          |          |          |             |          |          | Abréviations et symboles : · TT : Total de minutes jouées · MJ : Nombre de matchs joués · MT : Matchs joués en tant que titulaire · : but · : joueur entré · : joueur remplacé · : capitaine · : carton jaune · : carton rouge |
| Max Gradel             |          |          |          |          |             |          |          | Abréviations et symboles : · TT : Total de minutes jouées · MJ : Nombre de matchs joués · MT : Matchs joués en tant que titulaire · : but · : joueur entré · : joueur remplacé · : capitaine · : carton jaune · : carton rouge |
| Giovanni Sio           |          |          |          |          |             |          |          | Abréviations et symboles : · TT : Total de minutes jouées · MJ : Nombre de matchs joués · MT : Matchs joués en tant que titulaire · : but · : joueur entré · : joueur remplacé · : capitaine · : carton jaune · : carton rouge |

| Buts | Joueurs | Adversaires |
| ---- | ------- | ----------- |
|      |         |             |
|      |         |             |

| Buts | Joueurs | Adversaires |
| ---- | ------- | ----------- |
|      |         |             |
|      |         |             |